# Natação nos Jogos Pan-Americanos de 1999
A natação nos Jogos Pan-Americanos de 1999 foi realizada nos dias 2 de agosto a 7 de agosto. Foram disputadas 32 provas, 16 masculinas e 16 femininas. As provas ocorreram no Pan Am Pool em Winnipeg, Manitoba.

## Medalhistas
Masculino
| Evento                   | Ouro                                                                          | Ouro     | Prata                                                                      | Prata    | Bronze                                                                 | Bronze   |
| 50 m livre detalhes      | BRA Fernando Scherer                                                          | 22.46    | ARG José Meolans                                                           | 22.46    | CUB Marcos Hernández                                                   | 22.79    |
| 100 m livre detalhes     | BRA Fernando Scherer                                                          | 49.19    | ARG José Meolans                                                           | 49.94    | BRA Gustavo Borges                                                     | 50.10    |
| 200 m livre detalhes     | BRA Gustavo Borges                                                            | 1:49.41  | USA Scott Tucker                                                           | 1:50.99  | BRA Leonardo Costa CAN Mark Johnston                                   | 1:51.29  |
| 400 m livre detalhes     | BRA Luiz Lima                                                                 | 3:52.25  | USA Austin Ramirez                                                         | 3:53.64  | CAN Rick Say                                                           | 3:54.66  |
| 1500 m livre detalhes    | USA Tim Siciliano                                                             | 15:14.94 | BRA Luiz Lima                                                              | 15:21.92 | VEN Ricardo Monasterio                                                 | 15:28.64 |
| 100 m costas detalhes    | CUB Rodolfo Falcón                                                            | 54.93    | BRA Alexandre Massura                                                      | 55.17    | USA Matt Allen                                                         | 55.86    |
| 200 m costas detalhes    | BRA Leonardo Costa                                                            | 1:59.33  | USA Aaron Peirsol                                                          | 1:59.77  | USA Dan Schevchik                                                      | 2:00.27  |
| 100 m peito detalhes     | USA Ed Moses                                                                  | 1:00.99  | USA Jarrod Marrs CAN Morgan Knabe                                          | 1:02.11  | nenhum                                                                 |          |
| 200 m peito detalhes     | CAN Morgan Knabe                                                              | 2:14.73  | USA Steve West                                                             | 2:16.26  | USA Mark Gangloff                                                      | 2:16.60  |
| 100 m borboleta detalhes | VEN Francisco Sánchez                                                         | 53.33    | CAN Shamek Pietucha                                                        | 53.40    | ARG José Meolans                                                       | 54.03    |
| 200 m borboleta detalhes | CAN Shamek Pietucha                                                           | 1:59.10  | USA Steven Brown                                                           | 1:59.52  | USA Devin Howard                                                       | 1:59.82  |
| 200 m medley detalhes    | CAN Curtis Myden                                                              | 2:02.38  | USA Joe Montague                                                           | 2:03.08  | CAN Owen von Richter                                                   | 2:03.80  |
| 400 m medley detalhes    | CAN Curtis Myden                                                              | 4:15.52  | USA Eric Donnelly                                                          | 4:17.86  | CAN Owen von Richter                                                   | 4:19.62  |
| 4x100 m livre detalhes   | BRA Brasil Fernando Scherer César Quintaes André Cordeiro Gustavo Borges      | 3:17.18  | USA Estados Unidos Scott Tucker Dan Phillips Jarrod Schroeder Justin Ewers | 3:19.00  | VEN Venezuela Luis Rojas Francisco Páez José Quevedo Francisco Sánchez | 3:22.21  |
| 4x200 m livre detalhes   | USA Estados Unidos Adam Messner Dan Phillips Devin Howard Scott Tucker        | 7:22.29  | BRA Brasil Leonardo Costa Rodrigo Castro André Cordeiro Gustavo Borges     | 7:22.92  | CAN Canadá Mark Johnston Brian Johns Yannick Lupien Rick Say           | 7:23.02  |
| 4x100 m medley detalhes  | BRA Brasil Alexandre Massura Marcelo Tomazini Fernando Scherer Gustavo Borges | 3:40.27  | USA Estados Unidos Matt Allen Ed Moses Jarod Schroeder Scott Tucker        | 3:40.57  | CAN Canadá Mark Versfeld Morgan Knabe Shamek Pietucha Yannick Lupien   | 3:41.04  |

Feminino
| Evento                   | Ouro                                                                        | Ouro    | Prata                                                                          | Prata   | Bronze                                                                 | Bronze  |
| 50 m livre detalhes      | USA Tammie Spatz                                                            | 25.50   | PAN Eileen Coparropa                                                           | 25.78   | CAN Laura Nicholls                                                     | 26.10   |
| 100 m livre detalhes     | CAN Laura Nicholls                                                          | 56.25   | USA Tammie Spatz                                                               | 56.44   | CAN Marianne Limpert                                                   | 56.69   |
| 200 m livre detalhes     | CAN Jessica Deglau                                                          | 2:00.65 | JAM Janelle Atkinson                                                           | 2:01.11 | USA Talor Bendel                                                       | 2:03.18 |
| 400 m livre detalhes     | USA Kaitlin Sandeno                                                         | 4:10.74 | JAM Janelle Atkinson                                                           | 4:10.83 | CAN Joanne Malar                                                       | 4:12.64 |
| 800 m livre detalhes     | USA Kaitlin Sandeno                                                         | 8:34.65 | JAM Janelle Atkinson                                                           | 8:39.51 | CAN Lindsay Beavers                                                    | 8:44.21 |
| 100 m costas detalhes    | CAN Kelly Stefanyshyn                                                       | 1:02.14 | USA Denali Knapp                                                               | 1:02.45 | USA Beth Botsford                                                      | 1:02.48 |
| 200 m costas detalhes    | USA Denali Knapp                                                            | 2:12.48 | USA Beth Botsford                                                              | 2:12.95 | CAN Kelly Stefanyshyn                                                  | 2:13.24 |
| 100 m peito detalhes     | USA Staciana Stitts                                                         | 1:09.16 | USA Kristen Woodring                                                           | 1:09.65 | CAN Lauren van Oosten                                                  | 1:10.06 |
| 200 m peito detalhes     | CAN Lauren van Oosten                                                       | 2:30.36 | USA Annemieke McReynolds                                                       | 2:30.53 | USA Katie Yevak                                                        | 2:32.85 |
| 100 m borboleta detalhes | USA Karen Campbell                                                          | 1:00.05 | CAN Jessica Deglau                                                             | 1:00.70 | CAN Karine Chevrier                                                    | 1:01.15 |
| 200 m borboleta detalhes | CAN Jessica Deglau                                                          | 2:09.63 | USA Jennifer Button                                                            | 2:12.09 | USA Kalyn Keller                                                       | 2:14.60 |
| 200 m medley detalhes    | CAN Joanne Malar                                                            | 2:14.93 | USA Maggie Bowen                                                               | 2:15.78 | CAN Marianne Limpert                                                   | 2:15.33 |
| 400 m medley detalhes    | CAN Joanne Malar                                                            | 4:38.40 | USA Maggie Bowen                                                               | 4:49.18 | SUR Carolyn Adel                                                       | 4:50.38 |
| 4x100 m livre detalhes   | CAN Canadá Jessica Deglau Marianne Limpert Sarah Evanetz Laura Nicholls     | 3:45.07 | USA Estados Unidos Tammie Spatz Courtney Shealy Stefanie Williams Jen Eberwien | 3:45.72 | BRA Brasil Juliana Machado Rebeca Gusmão Flávia Delaroli Tatiana Lemos | 3:50.37 |
| 4x200 m livre detalhes   | CAN Canadá Jessica Deglau Joanne Malar Marianne Limpert Laura Nicholls      | 8:05.56 | USA Estados Unidos Caroline Geehr Julia Stowers Megan Melgaard Talor Bendel    | 8:07.18 | BRA Brasil Monique Ferreira Nayara Ribeiro Tatiana Lemos Ana Muniz     | 8:25.07 |
| 4x100 m medley detalhes  | USA Estados Unidos Denali Knapp Staciana Stitts Karen Campbell Tammie Spatz | 4:06.08 | CAN Canadá Kelly Stefanyshyn Lauren van Oosten Jessica Deglau Laura Nicholls   | 4:08.73 | BRA Brasil Fabíola Molina Tanya Schun Patrícia Comini Tatiana Lemos    | 4:15.00 |

## Quadro de medalhas
| Ordem | País               | Medalha de ouro | Medalha de prata | Medalha de bronze |    |
| ----- | ------------------ | --------------- | ---------------- | ----------------- | -- |
| 1     | CAN Canadá         | 13              | 4                | 14                | 31 |
| 2     | USA Estados Unidos | 10              | 20               | 8                 | 38 |
| 3     | BRA Brasil         | 7               | 3                | 5                 | 15 |
| 4     | VEN Venezuela      | 1               |                  | 2                 | 3  |
| 5     | CUB Cuba           | 1               |                  | 1                 | 2  |
| 6     | JAM Jamaica        |                 | 3                |                   | 3  |
| 7     | ARG Argentina      |                 | 2                | 1                 | 3  |
| 8     | PAN Panamá         |                 | 1                |                   | 1  |
| 9     | SUR Suriname       |                 |                  | 1                 | 1  |
| TOTAL | TOTAL              | 32              | 33               | 32                | 97 |

## Ligações Externas
- USA Swimming
- Resultados
- Folha Online
- Folha